# Mao Yijun
Mao Yijun (毛毅军S, Máo YìjūnP; Shanghai, 28 dicembre 1970) è un allenatore di calcio, ex calciatore ed ex giocatore di calcio a 5 cinese, di ruolo difensore.

## Carriera
Mao ha disputato il FIFA Futsal World Championship 1996 in cui la nazionale cinese di calcio a 5 è stata eliminata nel girone del primo turno comprendente Paesi Bassi, Russia e Argentina.

## Palmarès

### Calcio

#### Club

##### Competizioni nazionali
- Campionato cinese: 1

Shanghai Shenhua: 1998
- Coppa della Cina: 1

Shanghai Shenhua: 1993
- Supercoppa di Cina: 3

Shanghai Shenhua: 1996, 1999, 2002